# باولو روبرتو مورايس جونيور
باولو روبرتو مورايس جونيور الشهير باسم باولو (25 فبراير 1984) لاعب كرة قدم برازيلي لعب في آخر أيامه لصالح نادي سالغويرو البرازيلي في مركز المهاجم من 2015.

## روابط خارجية
- باولو روبرتو مورايس جونيور على موقع دوري كوريا الجنوبية (الإنجليزية)
- باولو روبرتو مورايس جونيور على موقع قاعدة بيانات كرة القدم.إي يو (الإنجليزية)
- باولو روبرتو مورايس جونيور على موقع Soccerway.com (الإنجليزية)